# Megalitok Írországban

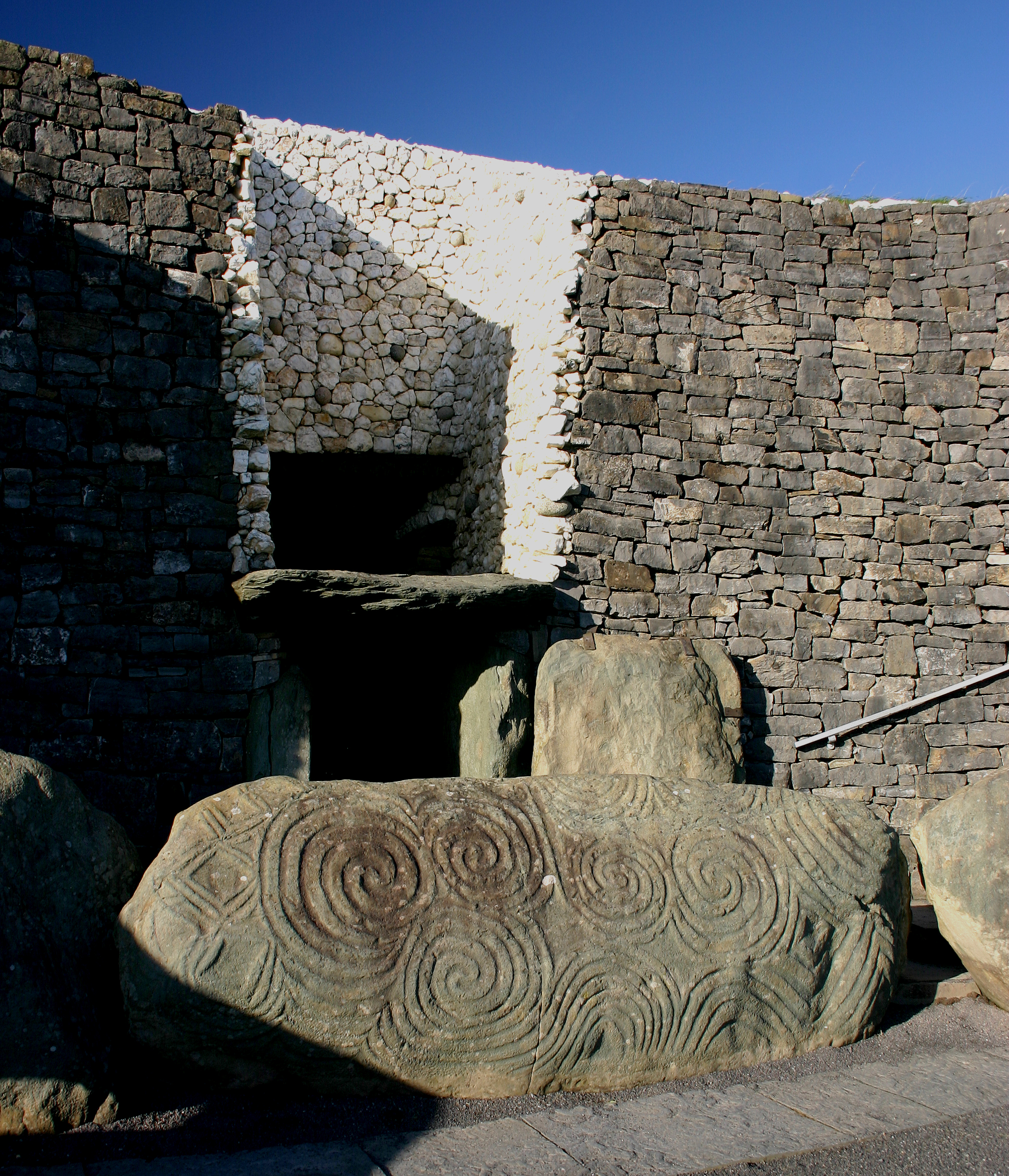
Newgrange, bejárat

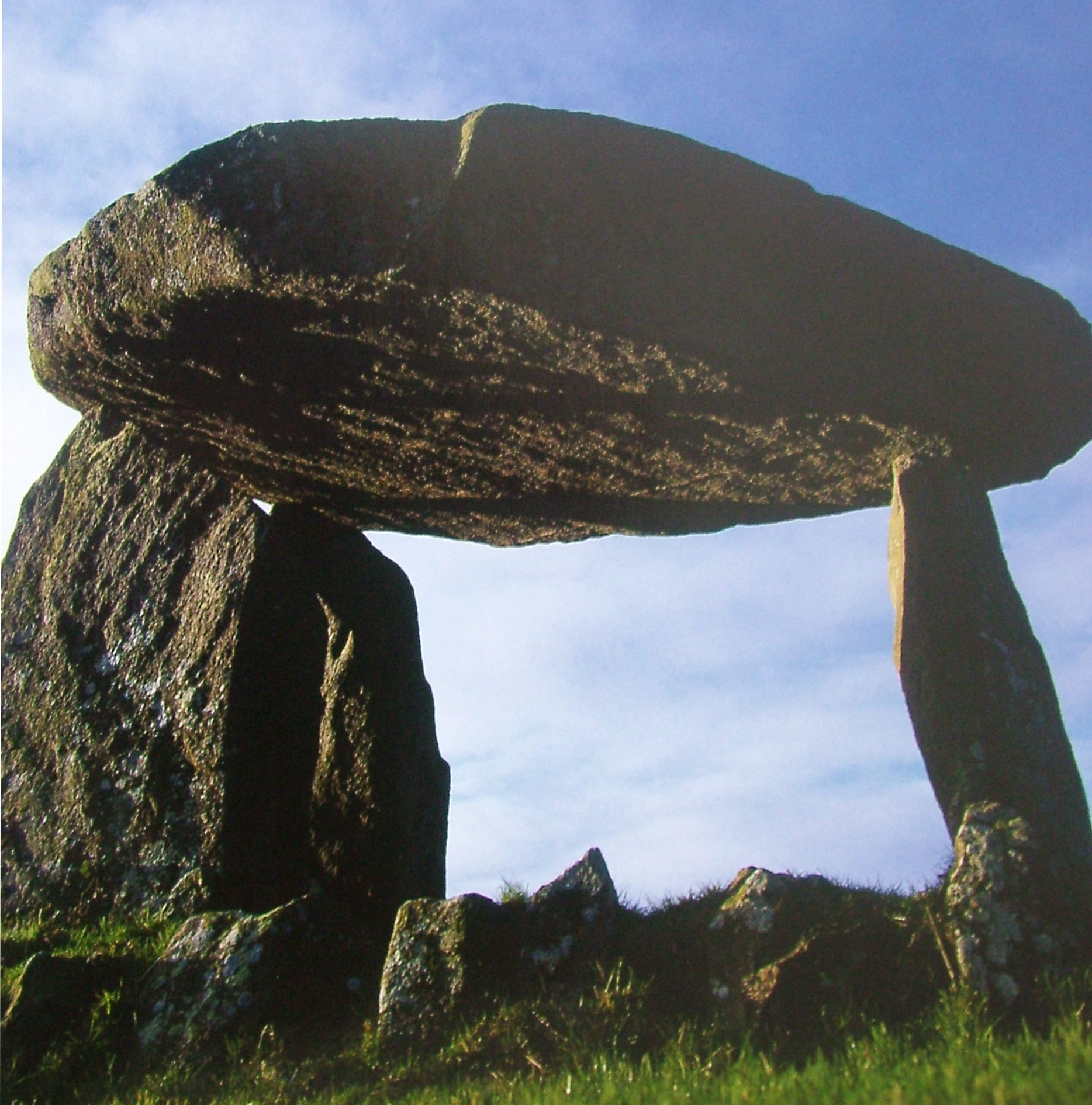
Ballykeel Dolmen (Armagh)

## Brownes Hill
Oszlopsír (dolmen) Kernanstownban. A település keleti bejáratánál található benzinkúttal szemben levő parkolóhelyről már látható az objektum magyarázótáblája. A tábla pontosan jelzi a műemléket, amely egyébként az innen enyhén emelkedő domb szántóföldjén áll. Ha a parkolóból délnyugati irányba nézünk, gyönyörű kilátás nyílik a sírhelyre. Ilyen távolságból nézve az áthidaló kő keleti oldalán található durva faragás emberi fejet formáz. A parkolótól mintegy 5 percet kell gyalogolnunk az oda vezető, kétoldalt lekerített ösvényen. Az oszlopsír egy nagyjából négyzetes – ugyancsak lekerített - területen áll. A terület bejáratánál régészeti bemutatótábla ábrázolja az e helyen vélhetően lebonyolódó őskori rituális életet.
Ez a nagykő-együttes nevét egy hatalmas helybeli házról kapta, a múltban azonban minden bizonnyal az „Óriás valamijé"-nek hívták. Az együttes négy – valamikor álló - oszlopkőből és egy hatalmas fedőkőből áll. Az áthidaló kő híres, mert több mint 100 tonnás tömegével Európa egyik legnagyobb fedőkövét jelenti.
Bár szokatlan, de minden jel arra utal, hogy soha nem borította földkupac, nem úgy, mint a hozzá hasonló sírhelyeket. A déli bejárat mellett, nyugatra, három függőleges kőtömb áll, két kidőlt tömb pedig a fedőlap beszakadt nyugati része alatt fekszik, köztük található a negyedik függőleges kő. A lejtő aljáról, nyugat felől nézve a fedőlap olyan, mint egy hatalmas puding. Alsó lapját (amelynek kerülete 12,5 m) simára csiszolták. A sírhely bizonyosan valamilyen nagy tekintélyű ember számára készülhetett, akinek különös védelemre volt szüksége.

## Beaghmore-Stone Circles
Kőkörök (Co Tyrone, Cookstown közelében)

## Carrowmore-csoport
Temető, folyosósírok, dolmenek és nyílásokkal rendelkező kövek (Sligo megye, Sligótól 3,2 km-nyire délnyugatra fekvő terület) A helyet jelölik. Írországban Carrowmore-nál a legnagyobb a megalitok „sűrűsége". A Carrowmore Group (Carrowmore csoport) 1,6x2,4 km-es területen fekszik. Elképzelhető, hogy hajdanán ez a kőegyüttes volt Nyugat-Európa legnagyobb temetkezési helye, a különféle ásványi anyagok utáni ásatások azonban sok emléket tönkretettek. A legutóbbi számvetés szerint eddig 42 kőgyűrűt, 14 sírkamrát, ezenkívül még 5 sírgödröt tártak fel.

### 27-es sírhely
A sírban egy agancsdarabot és egy rozmárcsontból készült gyűrűt találtak. A nemrégen feltárt 27-es sír egy nagyon régi típusú, kereszt alapú sírkamra; valószínűleg még i. e. 3750-ben épült; ebből sok kutató arra következtet, hogy az Írország nyugati és keleti részén található sírhelyeket nem a bretagne-i megalitépítők kezdték el, hanem azoktól teljesen függetlenül egy már korábban is létező népcsoport.

### Queen Maeve's Grave
A hely legértékesebb emléke Maeve királynő sírja Knocknarea térségében. Több ezer évvel ezelőtt épült.

### Listoghil
Az egyik legnagyobb sír mely egyben a műemlékegyüttes egyik típuspéldánya - ilyen jellegű építményekkel találkozhatunk a Boyne-völgytől északra és nyugatra, például Loughshcrew-nál és Carrowkeelnél is.

### a 4-es számú sírhely
A parkoló Sligo felőli oldalán található 4-es sírhely maradványai feltehetőleg a legrégebbiek Angliában - az i. e. 4500-at megelőző időkből származhatnak. A „vándorlási elmélet", mely a keleti kultúrákkal hozza összefüggésbe a megalitokat, úgy tűnik, nem állja meg a helyét.

## Creewykeel
Udvarsír (Co Sligo, Cliffony), melyet a crevykeeli kereszteződés közelében tábla jelez. A Sligóból Bundoranba vezető úttól keletre egy ház mögötti ösvényen kell felmenni. Ha kelet félé nézünk, a két sírkamra mögött láthatjuk a hatalmas, ovális alakú nyitott udvart. (Írországban körülbelül 350 udvaros sírhelyet ismerünk, ezek közül csak 5 található az ország déli részén, Creevykeel az egyik legcsodálatosabb, és mivel ügyesen rendbe is hozták, érdemes felkeresni.
Creevykeel V alakú kőhalmon fekszik, mely eredetileg 61 m hosszú volt. A sírkamrába keleti irányból juthatunk be egy rövid folyosón keresztül, mely a hajdanán lekövezett, ovális (tengelyei: 17,0 m és 10,0 m) előudvarba vezet. Innen egy áthidaló gerenda alatt juthatunk be két nem mindennapi módon kialakított kamrába, ahol az ásatások során négy személy hamvait tárták fel. Creevykeel egyik legérdekesebb sajátosságát 1935-ben fedezték fel: egy mészkőből készült labdát tártak fel, mely hasonlít a Bretagne-ban kiásottakhoz; ez a felfedezés megerősítette azt a tényt, miszerint az udvaros sírhelyek a legkorábbi megalitikus építmények közül valók. Ezzel kapcsolatban ismét előtérbe kerül a „kultúravándorlás" elmélete. Ahhoz, hogy pontos képet tudjunk adni az akkori időszakról, még további régészeti kutatások eredményére van szükség.

## Deerpark (Magheraghanrush)
Udvarsír (Sligo megyében, Sligo). Leckaunból Sligóba vezető úton, Sligótól 6,5 km-re keletre található a „Leacht con MhicRuis" feliratú tábla; innen körülbelül 10 percet kell gyalogolni a dél felé vezető ösvényen. E helyen Sligo sok gyönyörű temetkezési helye közül az egyiket láthatjuk teljes bocczáhan.
Deerpark egy mészkő hegygerincen fekszik, ahonnan gyönyörű kilátás nyílik a Lough Gillre. A 15 m hosszúságú központi udvar a kétszer olyan hosszú kőhallba van ágyazva. Az egyik - két kamrába vezető - terasz az udvar nyugati oldalán, két másik pedig az udvar keleti oldalán helyezkedik el; feltehető, hogy eredetileg fedelük is volt. A megmaradt szegélyből arra következtethetnek, hogy ennek az i. e. 3500-3000-ből származó építménynek trapéz alapja volt.

## Drombeg
Kőgyűrű, lakóhely és konyha (Co Cork, Skibberee). A helyszínt tábla jelöli. Glandore-tól keletre 2,4 km-re található. A mellékútvonaltól keletre levő ösvényen még 366 m-t kell menni. Jobbra a megalitegyüttes szabályos kőgyűrűje látható.
Drombeg i. e. körülbelül 1500-ban épült. Ez az észszerűen felépített, „társadalmi célokat" szolgáló építményegyüttes sok érdekességet tartogat a kutatók számára. (A látogatók általában észak felől közelítik meg a helyet.)

### A kőgyűrű
A belseje (9,1 m átmérőjű) természetes kövekkel van kirakva. Az eredeti kőből 17 még most is 13 a helyén áll. A bejárat bal oldalán levő kőoszlop 2,2 m magas, az 1,9 méteres párja már kissé megdőlt. Ez utóbbi oszlopon két tojás alakú csészeforma látható, melyek közül az egyiket kör szegélyez.
Az 1957-58-as ásatások során a gyűrű közepének közelében szándékosan összetört agyagedény darabjai között elhamvasztott csontokra bukkantak. A kör tengelye a téli napfordulókor lenyugvó nap irányába mutat.

### Lakóhely és konyha
Pár méternyire nyugati irányban két további kisebb méretű építmény található. A keletebbre lévőben 1,5x1,1 méteres tűzhely található, melyet még az 5. században is használtak; az ősidőkben a konyhában állt egy tál, melyben úgy melegítették a vizet, hogy forró köveket dobáltak bele. A „szakácsok" munkáját a konyhában található kút és kandalló is szolgálta.
A drombegi kutatási eredmények - annak ellenére, hogy meglehetősen ködösek - felhasználhatók a gyűrű hajdani funkciójának jobb megismeréséhez.

## Fourknocks

### Folyosósír
(Co Meath, Naul) A helyszínt tábla jelzi, területileg Naultól 3,2 km-re északnyugatra, Dublintól pedig 27,2 km-re északra található. A Fourknocks nevezetű sírhely mindössze 14,5 km-re van a híres Newgrange-tól. Radioaktív szénizotóppal történt kormeghatározások szerint i. e. 1 900-ban hozták létre, de az is elképzelhető, hogy 500 évvel, vagy még többel is idősebb. A nyújtott ovális alapú kamra 6,4 m hosszú; hosszabb, mint a többi írországi kamra. (Napjainkban az egész műemlékegyüttest kupola védi.) Fourknocks bizonyos hasonlóságokat mutat portugál sírhelyekkel, a kutatók nagy része szerint azonban mégsem az Ibériai-félszigetről, hanem a Bretagne-ból bevándorlók, illetve azok utódai építhették. A főkamrát feltehetően nem temetkezési helyként használták, talán ez a kamra szolgált a különféle rituális gyakorlatok és más egyéb feladatok lebonyolítására.

### Faragott kőtömbök
Említésre méltó az itt található 12 faragott kőtömb is, melyek közül az egyik durván megmunkált mókás emberi arcot ábrázol, mely valószínűleg a legkorábbi ír portré.

### Krematórium
137 m-re keletre található, egy őskori krematórium, melyben öt gyerekcsontokat tartalmazó sírgödör és két urna foglal helyet.

### Kerek sírhalom
15 m átmérőjű, melyben emberi hamvakat és bronzkori agyagedények maradványait lelték.

## Great Circle / Lough Gur)
Kőgyűrű és kerítés (Co Limerick, Lough Gur. Területét tábla jelzi. Limericktől 20 km-re található délre Kilmallock mellett, az R512-es úttól keletre.

### Lough Gur
Földtöltéssel körbevett hatalmas kőgyűrűjének kövei szorosan illeszkednek egymáshoz; a kör bejárata keletre néz.
Elhelyezkedése miatt Lough Gur Nagy-Britannia egyik legjelentősebb prehisztorikus helye. A környéken további 30 neolitikus hely található. Ha csak a felét nézzük meg az építményeknek, akkor is egész napra lesz látnivalónk; a Turistacentrum (Visitors' Centre) gondoskodik az idelátogatók megfelelő ellátásáról is.

### Great Circle
A legérdekesebb kőegyüttes, a 45 m átmérőjű Nagy Kör, melynek egymás mellett lévő darabjai összeérnek. A gyűrűt keleti irányból földtöltés védi, melynek átlagos szélessége csaknem 10 m. A kerítéssel körbevett, környezetéből enyhén kiemelkedő terület nagyon sok prehisztorikus érdekességet mondhat a magáénak. Az északkeleti részen egy 50 tonna körüli, vulkanikus breccsából kifaragott kőtömb áll. A kör keleti bejárata előtt gyönyörű kövezet található; i. e. körülbelül 2000-ben készülhetett.

### Giant’s Grave
Érdemes meglátogatni a közeli ék alakú „Az óriás sírja" elnevezésű objektumot.

### Egyéb ásatási leletek
Az 1938-as a Great Stone Circle-nél folytatott régészeti kutatások előtt egy évvel - ásatások során - négy gyermek és nyolc felnőtt maradványait tárták fel. Ezen kívül neolitikus és kora bronzkori agyagedényeket is találtak itt.

### Kőkorszaki lakóhelyek
Van itt még két nem mindennapi építmény, melyek a kőkorszakban, majd később is, egészen a keresztény időkig feltehetőleg lakóhelyként szolgáltak.

## Kilcloney More
Oszlopsír és udvarsír (Co Donegal, Ardar. A Kilclooney Church (templom) mögött, attól 0,4 km-re, Ardartól pedig 6,5 km-re található északnyugati irányban. Valaha ezen a helyen 25 m hosszúságban kőhalom húzódott. A még megmaradt kövek között két keletre néző oszlopos sírhely található, egymástól 9 m-re.

### Oszlopos sírhelyek
A nagyobbiknak különös formája van - úgy néz ki, mint egy madár, amit a 4 m hosszú és 6 m széles „kalapkőnek" köszönhet. A két tartóoszlop magassága 1,8 m. A nyugati kamra majdnem ugyanilyen, csak valamivel kisebb.

### Udvaros sírhely
A kövesúttól körülbelül 60 m-re található, kisméretű udvaros sírhely. A domb átmérője, amelyen fekszik, maximum 11 m. (A helyet gondosan védik.)

### Dermot és Grania's Bed
8,8 km-re északkeleti irányban, a Toome Lough északi csücskéhez közeli Tnisklieve-be vezető út mellett található, két oszlopos sírhely (A második név jelentése „Grania ágya", ami azért meglepő, mert ez a vidék eléggé mocsaras, így megpihenésre nem sok lehetőséget biztosít.) Írországban körülbelül 160 oszlopos sírhelyről tudnak.

## Brú na Bóinne
A Boyne-völgyben 25 sírhelyből álló csodálatos régészeti terület található, mellyel kapcsolatban nagyon sok publikáció jelent meg az utóbbi években. Az ásatásokat 1962-ben kezdték el itt, melyek azóta is folynak George Eogan professzor irányításával; az értékes és érdekes információkat folyamatosan közzéteszik. A látogatók kiszolgálására jól felszerelt Visitor Center működik.
A történelmi nevezetességű Boyne folyó 7,8 km2-nyi térségében 20, vagy még annál is több síremlék található; Kowth (Newgrange-től északnyugatra) és Dowth (északkeletre) nincs is olyan messze Newgrange-től. A turista a környéken nagyon sok álló követ, sírdombot és kőfalat láthat. A Bretagne-ban található Carnachoz hasonlóan, a Boyne-völgy is Európa legnagyobb megalitcsodahelye.

### Knowt
Őskori halmok, duplafolyosós halomsír, kőfaragványok (Co Meath, Boyne-völgy, Slane. A Slane-ból Droghedába vezető út mentén, Slane-tól 3,2 km-re található. Knowth Írország 300 átjárós sírhelye közül a legnagyobb (nemrégen szabadították meg a fölötte tornyosuló földtömegtől).
’’’Az 1-es hely (Site 1)’’’ a hatalmas, 0,6 hektárnyi területen fekvő, központi dombot foglalja magában. Ennek a közel ovális dombnak a méretei: tengelyei 80, illetve 95 m hosszúak, magassága pedig 12 m körül mozog. Az 1960-as évek végén izgalmas dolgot fedeztek fel a kutatók, nevezetesen azt, hogy a domb két, valószínűleg egy időben épült, folyosóval ellátott sírhelyet foglal magában, melyek nem egy irányba néznek, tengelyeik azonban pontosan kelet-nyugati tájolásúak. Ebből a fekvésből a régészek azt a következtetést vonták le, hogy a két építmény minden bizonnyal fontos szerepet játszott a tavaszi-, illetve az őszi napéjegyenlőség előrejelzésében, valamint a különféle gazdasági tevékenységek (például vetés, aratás) idejének megállapításában.
Az egyetlen helyiségből álló nyugati sírhely 34 m hosszú; bejáratán kívül hatalmas, 3,1 m hosszú kőszegély húzódik, melyet koncentrikus, derékszögű négyszögek, és egy vízszintesen bevésett vonal díszít. (A Newgrange-i, ettől valamivel hosszabb kőszegélyen bonyolultabb faragások vannak, de azon is megtalálható az előbb említett vízszintes jel.) A fokozatosan szélesedő folyosó és a kamra közötti átmenetet egy küszöbkő jelzi, valaha még egy faragott oszlop is állt itt.
A kereszt alakú keleti temetkezési hely valószínűleg Európa északnyugati részének leghosszabb (több mint 40 m) ilyen jellegű építménye. Három falba vájt mélyedése közül a jobb oldali a legnagyobb, mely erősen kivésett, mintás kőmedencét tartalmaz. Emberi hamvakat mindhárom bemélyedésben találtak. A knowth-i kamra köveibe ismert motívumokat véstek, például félholdakat, koncentrikus köröket, labirintusokat, szerpentineket, spirál- és cikcakkvonalakat.
Knowth területén találtak egy gyönyörűen kimunkált, szertartásokhoz használt buzogányfejet, mely alig volt elkopva.
(Az ásatások ideje alatt Knowth zárva van a nagyközönség előtt.)

### Loughcrew
Folyosósír, temető (Co Meat, Oldcastle. Loughcrew a Boyne-völgyi megalitikus temetkezési hely egyik része. (régészeti nyilvántartásokban megalitikus temetőként van feltüntetve). A helyet tábla jelzi: A Loughcrew-hegységben Carnbane East és Carnbane West néven van feltüntetve. A helyek Oldcastle-től 4,8 km-re találhatók délkeleti irányban.
Az író Martin Brennan fedezte fel, hogy november 8-án (ez egy fontos dátum volt az ősi naptárban, mely 8 részre osztotta az évet) a Cairn L bejárata a felkelő nap sugaraiból vékony, lézersugárra emlékeztető nyalábot választ ki, mely éppen a fehér kőoszlop tetejét világítja meg.
Az itteni sírokat valószínűleg (a feltevés még nem bizonyított!) breton bevándorlók építtethették, akik a Boyne folyó deltavidékéről Dowth, Knowth és Newgrange érintésével jutottak el idáig. A Loughcrew-dombságot korábban Sliabh na Caillighe-nek nevezték, valójában azonban a név egy kelet-carnbane-i kőhalomra utal.
A carnbane-i temető szomorú sorsú, erősen megrongált állapotú, két hegycsúcsot összekötő kelet-nyugati irányú, 4,8 km hosszúságú hegygerincen helyezkedik el. Több mint 30, többféle stílusban épült sír található itt, melyek gyakran díszített köveket is tartalmaznak. Loughcrew-nál kőbe vésett napmotívumok is láthatók, melyek újabb írországi bizonyíték arra, hogy ezek a helyek nap-obszervatóriumként működtek.
A nyugatcarnbane-i L jelű kőhalom (a harmadik legnagyobb), egy díszített álló követ is tartalmaz; ez a hely a parkoló alatt az első balra kanyarodó útnak a bal oldalán található.

### Newgrange
Halom(folyosó)sír, külső kőkör és más létesítmények (Co Meath, Brú na Bóinne, (azaz Bóinne-völgy), Slane). Duhlintól körülbelül 45 km-re északnyugati irányban található. Menjünk az N51-es úton, Droghedától körülbelül 9,6 km-t nyugati irányban. Slane előtt 3,2 km-rel forduljunk le a dél felé vezető útra, majd kövessük a jelzéseket.
A Boyne-völgyi síremlékek közül a newgrange-i az egyik legnagyobb. A szaggatott vonalak a téli napforduló idején bejutó fénysugarakat jelölik, melyek körülbelül 20 percen keresztül jutnak be a bejáratnál található nyílás felett. A már meglehetősen újjáépített Newgrange valószínűleg a legkülönlegesebb prehisztorikus temető a világon; már nagyon sok részletes, átfogó tanulmány jelent meg vele kapcsolatban. Ezt az építmény-együttest 30 éven keresztül építették az i. e. 4. évezred vége felé. A temetkezési hely tulajdonképpen egy domb, melynek belsejében van a sírfolyosó és kamra.
A Newgrange bejárata fölötti szögletes nyílásnak köszönhetően a belső tér világos. A bejárat előtt hatalmas faragott kőtömb fekszik, mely spirál és rombusz alakzatairól híres. A dombot valaha körülvevő kőgyűrűnek nagy része még ma is megvan, a külső és a belső kövek közül néhányba különböző stílusú motívumokat véstek.
A külső, álló kövekből felépülő gyűrű nem mindennapi megalit Nagy-Britannia területén; a cullodeni Clava Cairnshoz lehet hasonlítani (lásd még Loanhead of Daviot, Grampian). Annak ellenére, hogy ma már csak 12 köve van meg, a newgrange-i 104 m átmérőjű kőgyűrű az egyik legnagyobb példány a világon. Az eredeti domb magassága 12,2 m volt. Építésekor váltakozva rétegeztek egymásra kőtörmeléket, illetve tőzeget. A lapos tetejű dombot valaha kvarckavicsok borították. A bejárati homlokzat fala szintén kvarcból állt; a rekonstrukció után a homlokzat visszanyerte eredeti külsejét.
A dombot 97 kő szegélyezte; a legnagyobb és egyben a legnehezebb (körülbelül 10 tonna) közülük a délkeleti bejárat boltíve. A 19 m-es folyosó nem éri el a knowth-i hosszát. A bejárat fölötti kövön apró szögletes nyílás látható, mely a téli napfordulókor felkelő nap irányába néz; minden évben egyszer, ezen a reggelen a napsugarak áthatolnak a nyíláson és körülbelül 20 percre megvilágítják a kamra leghátsó zugát. Az aládúcolt tetőnek köszönhetően - melynek legfelső, lapos kőtáblája kb. 6,1 m magasságban van a talaj fölött - a világon az egyik legtöbbet fényképezett megalitikus sírbelső. A három bemélyedéssel együtt a kamra 6,5x5,2 m-es alapterületű. Az évszázadok során eléggé kifosztották.
A newgrange-i megalitok egyedülálló művészi értékekkel bírnak; sokféle díszítőmotívum, forma megtalálható itt, köztük boltívek, párkányok, koncentrikus, illetve egyes körök és félkörök, rombusz, háromszög, „csésze", „csésze és gyűrű" alakzatok, hurok-, szerpentin-, egyes és dupla spirál-, cikcakk, illetve hullámvonalak. A motívumok 40%-át a rombuszok teszik ki; ez az arány jóval nagyobb, mint a közeli Loughcrewnál, Knowthnál, vagy a morbihani Gavr'inis-nél. A második leggyakrabban használt díszítőelem a cikcakk vonal, amit a kör és a meglepően ritkán alkalmazott spirál követ.
Számos különös módon díszített követ találhatunk itt. Például a jobb oldali beszögellés fedőkövén mértani pontosságú, gyönyörűen kivésett spirált láthatunk; ez a nehéz motívum egyes kutatók szerint a Föld Istenanyát jelképezi. A bejárati kő 5 egymásba kapcsolódó spiráljáról és rombuszokból álló díszítő szegélyéről híres. A knowth-i bejárati kőhöz hasonlóan ennek az alján is megtalálhatók a vízszintes rovátkák. A newgrangei köveknél a mintázat nem folytatódik a talaj fölött, amiből egyesek azt a következtetik, hogy a motívumok kivésése nem helyben történt, hanem valamiféle prehisztorikus kőfaragó „stúdióban".
A 97 szegélykő közül sokba mintákat véstek; a K-52-esben ritkaságszámba menő három apró üreg ismétlődéséből álló szegélyek találhatók; ezek emlékeztetnek a távoli Altamurában (Olaszország), Tarxienben (Málta) és Filitosában (Korzika) feltárt palatáblákra, melyek díszítősorai kerek kidudorodásokból állnak. Néhány szegélykő belső, domb felőli oldalán is vannak faragások, ezek azonban kívülről nem láthatók. A K-13-as kövön egy igazi vázlat található.

## Piper Stone
Kőgyűrű, állókő és temetőmaradvány („Athgreany Stone Circle”-ként jelölik) (Wicklow megye, Hollywood). Az írországi Hollywoodtól 2,4 km-re fekszik délre, a Baltinglass felé vezető út bal oldalán. Az út mellett autóparkoló van. A legenda szerint a Piper’s Stones tagjai azért változtak kővé, mert vasárnap zenélni merészeltek. A cornwalli Merry Maidensről, illetve a Two Pipers-ről is hasonló történetek vannak, melyek feltehetőleg a 350 évvel ezelőtti puritán gondolkodásmódot tükrözik, de sokkal valószínűbbnek látszik, hogy az okok régebbre nyúlnak vissza. Egyes feltételezések szerint a keresztet cipelő „Piper” olyan dallamot játszott, mely fontos volt felebarátai számára.

### A Piper (furulyás-kő)
Ezen a lenyűgöző megalitikus helyen a többi kőtől elkülönítve áll egy 7,6 méter kerületű, hatalmas, sima felületű, szürke gránittömb, mely a gyűrűtől 62 m-re található északkeleti irányban. 
Valószínűleg ez a tömb a Piper (a „furulyás").

### Zenekar (?)
A Leinster-típusú gyűrűben található 18 kő pedig a többi muzsikus; a 14 nagy méretű tömb között tartópillérek és vándorkövek is vannak. A műemlékegyütteshez vezető kanyargós út mentén húzódó töltéseket és árkokat is sok hatalmas kőtömb tarkítja.

### Prehisztorikus temető maradványai
A körtől nyugatra egy kisebb méretű völgy fölött valószínűleg prehisztorikus temető maradványait láthatjuk; a környék alaposabb áttanulmányozása után majd talán többet fogunk tudni erről az archaikus helyről.

## Poulnabronne

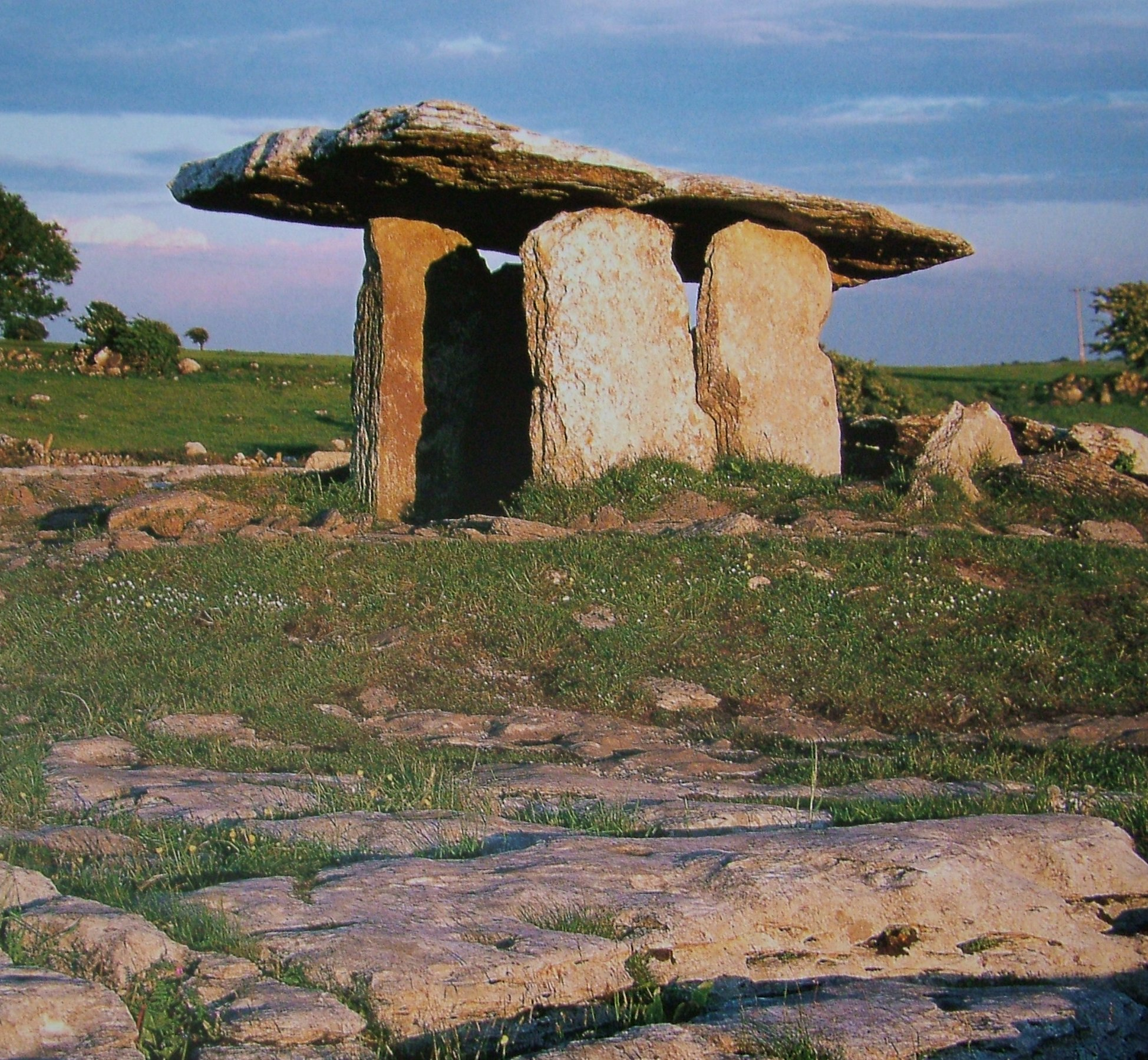
Poulnabrone: Dolmen

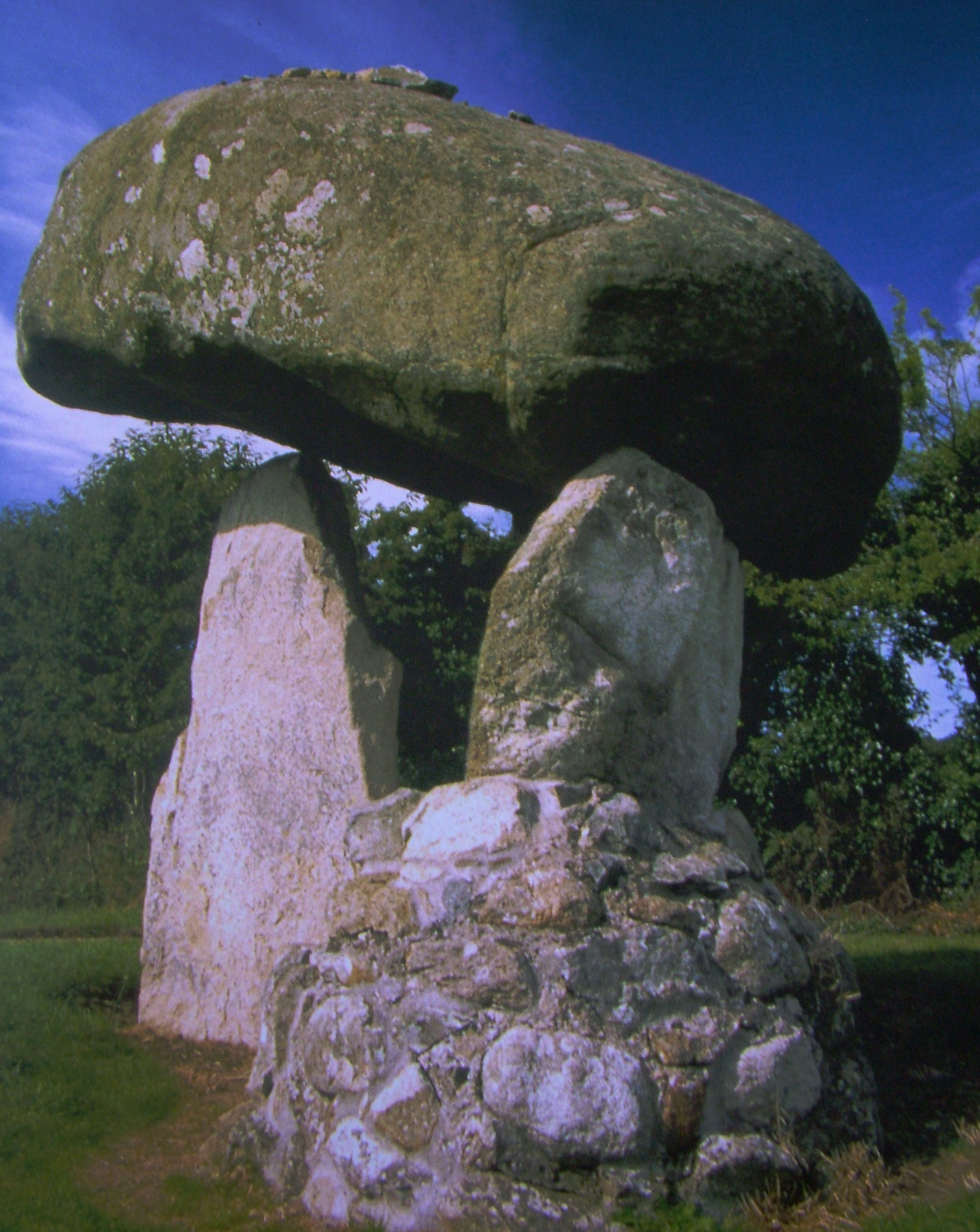
Proleek: Dolmen

Oszlopsír (dolmen) (Co Clare, Ballyvaughan). Területét táblák jelzik. Ballyvaughantól 8 km-re délre, a Corofin felé vezető út mentén található. (Az útról is lehet látni) Az út mellett parkoljunk le. A közelben található a Burren Visitor Centre (turistaközpont) is. Úgy mondják, hogy egész Írországban ez a legtöbbet fényképezett hely. A burreni kopár, karsztosodott mészkő felszínen ez az oszlopos sír nem mindennapi látványt nyújt az ide látogatóknak. A vékony, kissé ferdén álló kalapkő a biztonság kedvéért két, egyenként 1,8 m magas tartóoszlopon nyugszik (a keleten lévő már nem az eredeti, mivel 1985-ben rájöttek, hogy az széttört). A sírkamra egy alacsony, 9 m átmérőjű dombon fekszik.
A felújítás során végzett ásatások bizonyítják, hogy a hely i. e. 2500 körül különleges temetőnek számított. Ezen kívül arra is rávilágítottak, hogy a neolitikum építészetében milyen fontos szerepet játszott a pontosság, amire valószínűleg azért is szükség volt, mert a megalitikus sírok - amellett, hogy védelmet nyújtottak a különféle zaklatásokkal szemben - még időmérő műszerként is funkcionáltak.
A kamrákban, illetve a mészkő talapzat repedéseiben el nem hamvasztott emberi maradványokra bukkantak. A darabokra szedett emberi csontvázak minden egyes darabját alaposan átvizsgálták, arra azonban nem találtak magyarázatot, hogy a csontok egymástól való elkülönítése mi célt szolgált.
Egy újszülött csecsemőnek, hat fiatal személynek és valószínűleg 19 felnőttnek a fontosabb csontjait megtalálták. A csontok a lakosság kemény fizikai munkájáról és egészségtelen táplálkozásáról árulkodnak. A hús természetes úton jött le a csontokról, de nem a sírkamrában, hanem valamilyen más helyen, ahonnan szertartásosan, darabokban szállították ide a csontokat, amelyeket aztán itt szétszórták.
Érdekes dolog, hogy az ide látogatók már több száz miniatűr sírkamrát készítettek a környéken, amivel nyilván - öntudatlanul is – nosztalgikus együttérzésüket akarták kifejezni.

## Proleek Dolmen
Oszlopsír (Dolmen) és sírmaradvány (Co Louth, Ballymascanlon). A Ballymascanlon House Hotel környékén található; innen táblák jelzik a hozzá vezető utat: körülbelül 5,6 km-re fekszik a Dundalk felé vezető úton.

### A dolmen
Ezt az egyszerű, mégis egyedülálló sírt gyakran szokták „Az óriás kapuja"-ként is emlegetni hatalmas méretei miatt. Az áthidaló kőtömb 40 tonnás tömegével Írország egyik legnagyobb ilyen jellegű kőmonstruma; három függőleges oszlopon nyugszik, melyek közül a két, egy oldalon lévő, 2,1 m magas, míg a harmadik csak 1,8 m. Ennek a magasságkülönbségnek köszönhetően az áthidaló kő kissé ferde.
A Proleek dolmenhez is legenda fűződik: Ha valaki egy kis darab követ feldob a körülbelül 4 m magasan lévő áthidaló kő tetejére, és az nem esik le, akkor az illető egy éven belül megházasodik.

### Neolitkori sírmaradvány
Még egy érdekességet találhatunk a környéken, innen délkeleti irányban, körülbelül 91 m-re: egy ék alakú sír néhány értékes maradványát csodálhatjuk meg.

## Punchestown
Kőoszlop (Co Kildare, Naas) Táblák nem jelzik. Haladjunk az R-410-es úton Naastól Blessington irányába, majd forduljunk le Puchestown felé. A kőoszlopot az út bal oldalán fogjuk megpillantani, közvetlenül a lóversenypálya bejárata előtt.
Punchestown a Rudston Monolith utáni második legmagasabb kőoszlop a Brit-szigeteken. Ennek a kőnek (amely Írország legmagasabb kőoszlopa) pontosan ismert a magassága, mivel 1931-ben eldőlt. Magassága 7,0 m, tömege pedig 9 tonna. Három évvel később 1,1 m magasságú gránittömböt ágyaztak a földbe, hogy megtartsa az újra felállított oszlopot. A majdnem négyzet alakú alapzat kerülete 3,3 m, nyugati oldalán azonosítási feljegyzés olvasható, kissé elrontja az egyébként elegáns oszlop keltette hangulatot.
A felfelé ék alakban keskenyedő oszlop legtetejének északi része hiányzik. Ennek a megalitemléknek eddig még nem tulajdonítottak semmiféle jelző szerepet, nem úgy, mint néhány Bretagne-ban található nagy méretű társának. Punchestown valószínűleg egy bronzkori temető sírköve volt.

## Templebryan
Kőgyűrű, közelében kápolna, kút, kőoszlop és kőmedence (Co Cork, Clonakilty). Táblák nem jelzik. Clonakiltytől 4 km-re található északra, az útról a „Shannonvale 1 mile" táblánál forduljunk le balra. A Noel Phair kocsmánál található kereszteződésnél forduljunk balra, innen körülbelül 270 m-t kell menni hegymenetben.

### Kőgyűrű
A kőgyűrű az út jobb oldalán, a modern házakkal szemben található. Egy 1743-ból származó leírás kilenc tagból álló körről tesz említést, melynek közepén monolit állt. A kutatók szerint összesen 13 kőtömbből állt a gyűrű, ma azonban már csak öt csonka oszlop van meg belőlük: ezek egyike a földön fekszik, a középső tömböt pedig egy szokatlan, földbe ágyazott fehér kvarckővel helyettesítették. Az itt található kövek a térség legnagyobb tömbjei közé tartoztak, amiből arra lehet következtetni, hogy Templebryan jelentős helynek számított a megalitikumban. Ez a lejtőn fekvő ősi hely sok érdekességgel szolgál, annak ellenére, hogy mára már csak a töredéke maradt fenn a hajdani kőgyűrűnek. A belül 9 m átmérőjű kör bejárata délre nézett.

### Kápolna
Innen északnyugati irányban, egy farmon található O'Briens nemrégiben lerombolt ősi templomának, a Teampull na Brienach-nak a maradványai. A fal déli részénél egy hajdani épület romjai hevernek

### Kút
Itt van még egy kútfő is.

### Kőoszlop és kőmedence
A megalit helyet egy gyönyörű, karcsú oszlop teszi vonzóbbá. Meglehetősen szép, vékony kőoszlop, melynek déli oldalán alig kivehető ogam írásnyomokat, nyugati oldalán pedig egy kereszt látható, ami arra utal, hogy a kereszténység kezdetén is használták a helyet.

### Háromszögletű kőtömb
A közelben található egy szépen kivésett háromszögletű kőtömb, mely egy tartóoszlopok nélküli mély, simára csiszolt keresztelőmedencére emlékeztet. Manapság a tehenek itatója.